# Cyphonocerus
Cyphonocerus is een geslacht van kevers uit de familie glimwormen (Lampyridae). Het geslacht werd voor het eerst wetenschappelijk beschreven in 1879 door Kiesenwetter.

## Soorten
- Cyphonocerus harmandi (Olivier 1903)
- Cyphonocerus hwadongensis Jeng, Yang & Satô 1998
- Cyphonocerus inelegans Nakane 1967
- Cyphonocerus jenniferae Jeng & Satô, In Jeng et al. 1999
- Cyphonocerus melanopterus Jeng, Yang & Satô 2006
- Cyphonocerus marginatus Lewis 1895
- Cyphonocerus nigrithorax Jeng, Yang & Satô 2006
- Cyphonocerus okinawanus Nakane 1983
- Cyphonocerus ruficollis Kiesenwetter 1879
- Cyphonocerus sanguineus Pic 1911
- Cyphonocerus sylvicola Jeng, Yang & Satô 2006
- Cyphonocerus taiwanus Nakane 1967
- Cyphonocerus triangulus Jeng, Yang & Satô 2006
- Cyphonocerus watarii Satô 1991
- Cyphonocerus yayeyamensis Satô 1976